# Astacilla monodi
Astacilla monodi är en kräftdjursart som beskrevs av Tattersall 1925. Astacilla monodi ingår i släktet Astacilla och familjen Arcturidae. Inga underarter finns listade i Catalogue of Life.